# Wiechcica czubatka
Wiechcica czubatka, wiechetka czubatka (Ptilodon cucullina) – gatunek motyla z rodziny garbatkowatych. Zamieszkuje Eurazję, od Półwyspu Iberyjskiego po Rosyjski Daleki Wschód. Osobniki dorosłe są aktywne nocą.

## Taksonomia
Gatunek ten opisany został po raz pierwszy w 1775 roku przez Johanna N.C.M. Denisa i Ignaza Schiffermüllera pod nazwą Bombyx cucullina.

## Morfologia
Motyl o krępym ciele i rozpiętości skrzydeł sięgającej od 38 do 42 mm. Głowa jest zaopatrzona w skąpo owłosione oczy złożone, krótkie głaszczki i uwstecznioną ssawkę, natomiast pozbawiona jest przyoczek. Czułki osiągają niewiele ponad ⅓ długości przedniego skrzydła i wykazują dymorfizm płciowy w budowie, będąc piłkowanymi i orzęsionymi u samca, zaś cienkimi i ząbkowanymi u samicy. Włosowate łuski tułowia formują sterczący pionowo czub pośrodku grzbietu. Górna powierzchnia owego czuba nie jest biała. Skrzydło przedniej pary osiąga od 19 do 22 mm długości i ma ząbkowany brzeg zewnętrzny oraz ząb z włosowatych łusek na brzegu tylnym. Tło tego skrzydła jest rdzawobrązowe z żółtawym rozjaśnieniem części przedniej od nasady do połowy jego długości oraz z białawym rozjaśnieniem pola zewnętrznego od pierwszej żyłki medialnej do kąta tylnego. Rozjaśnienia te wyraźnie odróżniają gatunek od wiechcicy wielbłądki. Przepaska poprzeczna wewnętrzna jest niemal niewidoczna, natomiast silnie ząbkowana na żyłkach przepaska zewnętrzna jest czarna, podobnie jak same żyłki i tylna krawędź w okolicy zęba. Owalne skrzydło tylnej pary jest jasnobrunatne z dużą plamą ciemnobrunatnej lub czarnej barwy przy kącie tylnym, przeciętą jasną smugą.
Gąsienice charakteryzuje zmienność ubarwienia. Zdarzają się osobniki o dominującej barwie zielonej lub szarobrązowej.

## Biologia i ekologia
Owad ten zasiedla lasy liściaste i mieszane, parki i nasadzenia przydrożne. Gąsienice są polifagicznymi foliofagami żerującymi na liściach drzew i krzewów liściastych. Wśród ich roślin żywicielskich wymienia się przedstawicieli rodzajów dąb, jarząb, klon, leszczyna i wiąz, przy czym najchętniej żerują na klonie polnym i jaworze. Wyrośnięta gąsienica konstruuje na ziemi kokon, w którym następuje przepoczwarczenie. Owady dorosłe nie pobierają pokarmu i są aktywne nocą.
W Europie Środkowej występują jedno lub dwa pokolenia w ciągu roku. Motyle pierwszego z nich latają w maju i czerwcu, zaś wydane przez nie gąsienice żerują od czerwca do sierpnia. W ciepłych latach pojawia się drugie pokolenie. Jego motyle aktywne są w sierpniu, a gąsienice żerują we wrześniu. Stadium zimującym jest poczwarka.

## Rozprzestrzenienie
Gatunek palearktyczny. W Europie znany jest z Hiszpanii, Wielkiej Brytanii, Francji, Belgii, Luksemburga, Holandii, Niemiec, Szwajcarii, Liechtensteinu, Austrii, Włoch, Danii, Estonii, Łotwy, Litwy, Polski, Czech, Słowacji, Węgier, Białorusi, zachodniej Ukrainy, Rumunii, Bułgarii, Słowenii, Chorwacji, Bośni i Hercegowiny, Serbii, Czarnogóry oraz europejskich części Rosji i Turcji. W Azji zamieszkuje azjatycką część Turcji, Zakaukazie, Syberię i Rosyjski Daleki Wschód aż po Kraj Nadmorski.
W Polsce jest owadem rzadko spotykanym, liczniejszym tylko lokalnie w południowej części kraju.